# Варнахар II
Варнахар II (д/н — 626/627) — мажордом франкського королівства Бургундія в 613—626/627 роках.

## Життєпис
Походив з франко-бургундської знаті. Ймовірно був сином або іншим родичем Варнахара I, мажордома Бургундії. Останній помер у 599 або 600 році. Перша письмова згадка про Варнахара II сягає 602 року. Його згадано на посаді vir inluster у двох посланнях папи римського Григорія I до бургундського короля Теодоріха II і його бабці Брунгільди.
У 613 році Брунгільда, фактична правителька Бургундії і Австразії, за малолітнього праонука Сігіберта II сприяла призначенню Варнахара II на посаду мажордома Бургундії. У той час Хлотар II, король Нейстрії, розпочав підготовку до війни проти Бургундії. На його бік перейшла і велика група знатних автразійців на чолі з Арнульфом Мецьким і Піпіном Ланденським. Дізнавшись про це, королева Брунгільда спрямувала Сігіберта II, Варнахара II і Альбоіна до Тюрінгії, маючи намір за допомогою зарейнських військ відбити напад короля Нейстрії. Але Брунгільда, підозрюючи мажордома в намірі перейти на бік Хлотаря II, надала листа Альбоіну, доручивши тому вбити Варнахара II як зрадника. Втім послання випадково стало відоме Варнахару II. У відповідь той, уклавши союз із багатьма знатними бургундцями і австразійцями, виступив проти Брунгільди. Коли війська Сігіберта II і Хлотаря II зійшлися для битви неподалік від Шалон-сюр-Марна, бургундські і австразійські війська залишили свого короля. За наказом Варнахара II було схоплено Брунгільду і доправлено Хлотареві II. Незабаром вона була страчена.
На дяку за допомогу Хлотар II зберіг посаду мажордома Бургундії Варнахаром II. 616 року він брав участь в великих зборах у Бонней-сюр-Марні, під час яких Хлотарь II підтвердив раніше дані привілеї світським і церковним особам. Про близькість Варнахара II до короля свідчить використання стосовно нього в документах цього часу почесного титулу «оптимата».
У 617 році Варнахар II спільно з Ґундоландом, мажордомом Нейстрії, і Гуго, мажордомом Австразії, таємно отримав від лангобардського короля Адалоальда по 1000 солідів за відмову від подальшої виплати щорічної данини в 12 000 золотих монет на користь Франкської держави. Хлотар II також отримав від послів 36 000 солідів і за порадою своїх мажордомів відмовився від лангобардської данини.
У «Житії святого Колумбана», написаному Іоанном з Боббіо, повідомляється, що в 626 або 627 році, бажаючи змістити з посади Євстахія, абата монастиря Люксей, в порушення церковних канонів мажордом Бургундії наказав зібрати в Маконі помісний собор. На ньому Варнахар II мав намір підтримати звинувачення, висунуті проти Євстахія одним з ченців. Проте Варнахар II помер в Маконі ще до початку собору.

## Родина
- Годін, мажордом у 627 році
- донька, дружина герцога Арнеберта